# ホープ・ヒックス
ホープ・ヒックス（Hope Charlotte Hicks、1988年10月21日 - ）は、アメリカ合衆国の元・ファッションモデルである。ドナルド・トランプ選対報道官、第1次トランプ政権においてホワイトハウス広報部長を務めた。

## 略歴
1988年10月21日生まれ、コネチカット州グリニッジ出身。大学卒業後、広報の会社に勤めていた際にドナルド・トランプの娘のイヴァンカ・トランプと知り合い、イヴァンカのファッションブランドのモデルや広報を務めた後、ドナルドの不動産会社トランプ・オーガナイゼーションに転職した。2015年に始まった大統領選挙戦の初期からマスコミ対応を担当し、トランプの大統領就任後は、彼女のために新しく作られた役職である戦略的広報を担当をした。
2017年7月31日にアンソニー・スカラムーチが正式に広報部長に就任する前に同職を更迭されたことを受け広報部長代理となり、広報部長に就任した。ヒックスはいわゆるロシアゲート事件における、トランプの息子ドナルド・トランプ・ジュニアとロシア側のつながりについて鍵となる事実を握っている人物とされ、2018年2月27日には、下院情報特別委員会の非公開公聴会に９時間にわたり出席。翌28日、ホワイトハウスがヒックスが広報部長を辞任すると発表した。ＣＮＮによれば、ヒックス氏は公聴会の直後、トランプから激しく叱責され辞任を決断したという。
ホワイトハウスのロブ・ポーター秘書官が元妻2人への虐待疑惑で辞任する際、ポーターと恋愛関係にあったとされたヒックスが、ポーターを擁護するホワイトハウスの声明の作成に関与したことで批判を集めた。
2024年5月3日には、トランプ前米大統領が、自分の選挙に不利益となる記事が報道されないよう報道機関に圧力をかけ、2016年の大統領選に不法に影響を及ぼしたとされる刑事事件で証言。トランプ前米大統領のポルノ女優への不倫口止め料支払いや女性蔑視発言の影響、口止め料支払いの件に絡むトランプ政権の反応について説明した。